# Coryphopteris athyrioides
Coryphopteris athyrioides är en kärrbräkenväxtart som beskrevs av Holtt. Coryphopteris athyrioides ingår i släktet Coryphopteris och familjen Thelypteridaceae. Inga underarter finns listade.